# Ain’t Giving Up
«Ain’t Giving Up» (с англ. — «Не сдаюсь») — песня британских исполнителей Крейга Дэвида и Sigala. Это пятый сингл с дебютного альбома Sigala «Brighter Days» и четвёртый сингл с шестого студийного альбома Дэвида «Following My Intuition». Он был выпущен в цифровом формате 19 августа 2016 года лейблами Insanity Records, Speakerbox Media и Sony Music. Дэвид объявил об этом в своём официальном аккаунте Facebook вместе с выходом альбома.

## О песне
«Ain’t Giving Up» был анонсирован как четвёртый сингл с альбома «Following My Intuition» после «When the Bassline Drops», «Nothing Like This» с Blonde и One More Time. Сингл дебютировал на 29-м месте в UK Singles Chart, став для Дэвида двадцатым хитом в топ-40.

## Участники записи
- Вез Кларк — продюсер
- Крейг Дэвид — вокал, автор песни
- Sigala — продюсер, автор песни

## Хит-парады
| Хит-парад (2016)                           | Позиция |
| ------------------------------------------ | ------- |
| Бельгия/Фландрия (Ultratip Bubbling Under) | 17      |
| Бельгия/Валлония (Ultratip Bubbling Under) | 50      |
| Чехия (Rádio — Top 100)                    | 86      |
| Венгрия (Rádiós Top 40)                    | 17      |
| Ирландия (IRMA)                            | 57      |
| Япония (Billboard Japan Hot 100)           | 60      |
| Нидерланды (Dutch Top 40 Tipparade)        | 14      |
| Шотландия (OCC Scotland)                   | 9       |
| Испания (PROMUSICAE)                       | 36      |
| Великобритания (OCC UK Singles)            | 23      |
| Великобритания (OCC UK Dance)              | 12      |

## Сертификация
| Регион                                                                      | Сертификация | Продажи |
| --------------------------------------------------------------------------- | ------------ | ------- |
| Великобритания (BPI)                                                        | Золотой      | 400 000 |
| Данные о продажах + прослушиваниях приведены только на основе сертификации. |              |         |

## История выпусков
| Страна         | Дата            | Формат              | Лейбл                    |
| -------------- | --------------- | ------------------- | ------------------------ |
| Великобритания | 19 августа 2016 | CD digital download | Insanity Speakerbox Sony |